# Atarba (Atarba) forticornis
Atarba (Atarba) forticornis is een tweevleugelige uit de familie steltmuggen (Limoniidae). De soort komt voor in het Neotropisch gebied.